# Dmisokolovita
La dmisokolovita és un mineral de la classe dels fosfats. Rep el nom en honor del geòleg i mineralogista rus Dmitry Ivanovich Sokolov (1788 - 1 de desembre de 1852), de l'Institut de mines de Leningrad.

## Característiques
La dmisokolovita és un arsenat de fórmula química K₃Cu₅AlO₂(AsO₄)₄. Va ser aprovada com a espècie vàlida per l'Associació Mineralògica Internacional l'any 2013, i la primera publicació data del 2015. Cristal·litza en el sistema monoclínic. Presenta una combinació única d'elements, sent un oxiarsenat d'alumini naturals. Es troba estructuralment relacionada amb la shchurovskyita en termes de topologia general.

## Formació i jaciments
Va ser descoberta a la fumarola Arsenàtnaia, situada al segon con d'escòria de l'avanç nord de la Gran erupció fissural del volcà Tolbàtxik, a l'óblast de Kamtxatka (Districte Federal de l'Extrem Orient, Rússia). Es tracta de l'únic indret de tot el planeta on ha estat descrita aquesta espècie mineral.